# 鸱靡
鸱靡（?—?），是前1世纪乌孙昆弥泥靡的儿子，母亲是汉朝楚公主刘解忧。
母亲刘解忧先后嫁三代昆弥——军须靡、翁归靡和军须靡之子泥靡。刘解忧与翁歸靡生三子二女：元贵靡、万年、大乐、弟史、素光。与泥靡生一子：鸱靡。王明哲、王炳华《乌孙研究》考证此时刘解忧嫁到乌孙四十年，应该至少有六十岁，生子鸱靡令人费解。泥靡狂暴，和刘解忧关系很差。刘解忧和汉朝使者砍伤泥靡，泥靡逃走。前53年，泥靡被翁归靡之子乌就屠所杀。汉朝以元贵靡为大昆弥，乌就屠为小昆弥。元贵靡、鸱靡不久都去世，刘解忧回到长安。